# Возвращение в Зурбаган
«Возвращение в Зурбаган» — советский драматический телевизионный фильм 1990 года, снятый режиссёром Олегом Гойдой на Киностудии имени А. Довженко по заказу Гостелерадио СССР. В главных ролях — Светлана Рюмина, Виктор Никитин и Лена Кириллова.

## Сюжет
Владимир Старков возвращается в Керчь после восьми лет заключения. Здесь он встречает Татьяну, женщину, которую любил в молодости. За время его отсутствия у Татьяны появилась дочь Нелли. Знакомство Стефана с девочкой становится началом их близкой связи. Однако Старкову предстоит столкнуться с прошлыми друзьями, из-за которых он оказался в тюрьме. Они требуют от него отдать старые долги и похитить его названную дочь Нелли.

## В ролях
- Светлана Рюмина — Татьяна
- Виктор Никитин — Владимир Старков
- Лена Кириллова — Нелли Рожкова
- Алексей Серебряков — «Кисель», бывший дружок «Старкова», связанный с криминалом
- Ирина Соколова — Антонина Семёнова, учительница
- Александр Пархоменко — зять хозяйки козы
- Ирина Кихтеева — мать Юрия
- Валентина Салтовская — хозяйка козы
- Анатолий Демидов
- Антон Гойда
- Иван Ошаров
- Александр Маликов
- Александр Меншагин
- Михаил Игнатов — приятель Володи Старкова
- А. Иванова — эпизодическая роль
- Валерий Шапиров — эпизодическая роль
- Людмила Романова — эпизодическая роль
- Вера Саранова — официантка
- Агафья Болотова — эпизодическая роль
- Наталия Морозова — эпизодическая роль

## Съёмочная группа
- Автор сценария — Борис Рахманин
- Режиссёр-постановщик — Олег Гойда
- Оператор-постановщик — Леонид Горлань
- Художник-постановщик — Вячеслав Рожков
- Композитор — Владимир Дашкевич
- Режиссёр — Т. Каширина
- Звукооператор — О. Верещагина-Янко
- Художник по костюмам — В. Горлань
- Художник-гримёр — Е. Маслова
- Монтажёр — Е. Русецкая
- Ассистент режиссёра —  М. Рымаков
- Ассистент оператора — Р. Дзюбова
- Мастер по свету — Е. Притула
- Цветоустановщик — Е. Лисовская
- Административная группа — В. Комиссаренко, Ю. Таранцев
- Редактор — Юрий Морозов
- Директор картины — Пётр Тарасов

## Восприятие
Журналист Дмитрий Ледовской отметил, что Алексею Серебрякову удалось исполнить роль бандита «Киселя» в этом фильме, перечислив остальные роли этого актёра в фильмах как «Тонкая штучка», «Груз 200», «После войны — мир», «Штрафбат», «Бандитский Петербург» и «Смерть шпионам!».